# Entrains-sur-Nohain
Entrains-sur-Nohain è un comune francese di 903 abitanti situato nel dipartimento della Nièvre nella regione della Borgogna-Franca Contea.

## Società

### Evoluzione demografica
Abitanti censiti